# Clemente Isnard
Clemente José Carlos de Gouvea Isnard OSB (* 8. Juli 1917 in Rio de Janeiro; † 24. August 2011 in Recife) war ein brasilianischer Geistlicher und Bischof von Nova Friburgo.

## Leben
José Carlos Isnard nahm 1931 ein Studium an der rechtswissenschaftlichen Fakultät der Päpstlichen Katholischen Universität von Rio de Janeiro auf, das er 1935 mit einem Bakkalaureat in Rechts- und Sozialwissenschaften abschloss. In dieser Zeit engagierte er sich in der Katholischen Aktion. Anschließend trat er in Rio de Janeiro dem Benediktinerorden bei, nahm den Ordensnamen Clemente an und legte am 11. Juli 1940 die ewigen Gelübde ab. Am 19. Dezember 1942 empfing er die Priesterweihe.
Am 23. April 1960 ernannte ihn Papst Johannes XXIII. zum ersten Bischof des vier Wochen zuvor errichteten Bistums Nova Friburgo. Der Apostolische Nuntius in Brasilien, Erzbischof Armando Lombardi, spendete ihm am 25. Juli desselben Jahres die Bischofsweihe. Mitkonsekratoren waren Bernard Denis Stewart, Bischof von Olinda e Recife, und Daniel Tavares Baeta Neves, Bischof von Januária.
Clemente Isnard nahm an allen vier Sitzungsperioden des Zweiten Vatikanischen Konzils als Konzilsvater teil. Er war Mitglied des nationalen Rates zur Durchführung der Liturgiekonstitution des Konzils (1964–1969), Vizepräsident der Brasilianischen Bischofskonferenz CNBB (1979–1982), Vorsteher des Liturgieausschusses der Lateinamerikanischen Bischofskonferenz CELAM (1979–1982) sowie Zweiter Vizepräsident des CELAM (1983–1987). Er war Mitglied der Kongregation für den Gottesdienst und die Sakramentenordnung in Rom. 1967 nahm er an der ersten Bischofssynode teil und war 1979 Teilnehmer der lateinamerikanischen Bischofsgeneralversammlungen in Puebla und 1992 in Santo Domingo.
Am 17. Juli 1992 nahm Papst Johannes Paul II. seinen altersbedingten Rücktritt an. 1994 wurde er zum Generalvikar des benachbarten Bistums Duque de Caxias ernannt, dieses Amt übte er bis 2004 aus.
In seinem Buch Gedanken eines Bischofs zu den heutigen kirchlichen Institutionen (port.: Reflexões de um bispo sobre as instituições eclesiásticas atuais) setzte Isnard sich für ein Ende des Pflichtzölibats und die Ordination von Frauen ein.

## Ehrungen
Nach Clemente Isnard ist seit 2009 das Centro de Liturgia Dom Clemente Isnard in São Paulo benannt. Es ist ein dem Centro Universitário Salesiano de São Paulo (UNISAL) angeschlossenes Hochschulinstitut, an dem Liturgiewissenschaft, Kirchenmusik und Christliche Kunst studiert werden können.

## Werke
- Gedanken eines Bischofs zu den heutigen kirchlichen Institutionen. Edition Neue Wege, Gösing am Wagram 2009, ISBN 978-3-902061-15-7.